# 上原一翔
上原 一翔（うえはら いちか、1992年10月28日 - ）は、日本の俳優。東京都出身。OD ENTERTAINMENT所属。

## 略歴
東京都出身。K-POPアイドルの練習生を経て、俳優として活動。2021年、オーディション番組『創造営2021』への出演を機に中国へ活動の幅を広げる。番組出演後に韓国に渡り、2022年、mnet『トゥクタギの逆襲』へ出演。最終話にて一位を獲得し、韓国での芸能活動をスタートさせる。

## 人物
父親は日本人、母親は韓国人。兄・本人・弟の3兄弟で、弟はORβITの上原潤（JUNE）。特技は言語で、日本語、英語、韓国語、中国語を話すマルチリンガルである。日本語と韓国語は不自由なく話すことができ、インターナショナルスクールに10年以上通ったことから英語が堪能。中国語は独学でHSK五級に合格している。
出身校は早稲田大学国際教養学部。中国の番組に参加した際に初めて明かされた。
ファンの愛称は『VC』。

## 出演

### テレビドラマ
- KBOYS（2018年、朝日放送テレビ・GYAO!）西島翔 役
- ドルメンX（2018年、日本テレビ）小林優希 役

### ウェブドラマ
- ハナビ：HANAtypeB（2018年、PlayStation VR）主演・ケンジ 役[9]
- トロフィー（2020年）キムミンジョン 役

### リアリティ番組
- 創造営2021（2021年2月27日 - 4月24日、テンセントビデオ）

- 心はプロダンサー(トゥクタギの逆襲)（2022年 Mnet）
- BOYS PLANET（2023年2月2日 - 4月20日、Mnet）

### 特別番組
- ウズイチの千客万来御礼特番 振り返りが使命だと～思う！（2018年8月、FRESH LIVE）[10]
- 上原一翔と行く！K-POPを感じろ！韓国弾丸ツアー（2018年10月 - 12月、GYAO!）全6回 [4]

### 映画
- ドルメンX（2018年、KATSU-do）小林優希 役
- もみの家（2020年3月20日、ビターズ・エンド）伴昭 役

### MV
- Creepy Nuts『助演男優賞』（2017年2月1日）DJ MATSU 役
- 新しい学校のリーダーズ『NAINAINAI』（2021年1月20日）高校生 役

### 広告
- SkyScanner（2017年）大学生 役
- ORA2 me（2018年）爽やか青年 役
- ぐーぴたっ（2018年）憧れの先輩 役

### 舞台
- 舞台「黒子のバスケ」OVER-DRIVE（2017年6月 - 7月）宮地清志 役
- ウズマキプロデュース 浅草軽演劇集団ウズイチ 旗揚げ公演「シャフ」(2018年3月) 主演・コジマ 役
- ウズマキプロデュース 浅草軽演劇集団ウズイチ 第二回公演「シャフ」(2018年8月) 主演・シンジ 役
- 舞台「黒子のバスケ」 ULTIMATE-BLAZE (2019年4月 - 5月) 宮地清志 役

舞台DVD
- 舞台「黒子のバスケ」OVER-DRIVE（2017年11月24日）宮地清志 役

## 作品

### 配信シングル
- KBOYS BFcamp from KBOYS名義 (2018年11月28日)
- 黄鲲x上原一翔 - 日落海边与樱花树下(2021年9月15日)作詞/作曲 黄鲲・上原一翔